# Imposta sul valore aggiunto (Italia)
L'imposta sul valore aggiunto è un'imposta indiretta su tutti i beni e servizi scambiati in Italia, introdotta per la prima volta nel 1972 e attualmente presente.
L'aliquota IVA principale in Italia è pari al 22% del prezzo sulle transazioni effettuate da consumatori finali, con alcune eccezioni.
Rappresenta una delle principali forme di entrate tributarie nel bilancio statale. Nel 2021, il suo gettito è stato pari a 147,981 miliardi di euro.

## Storia

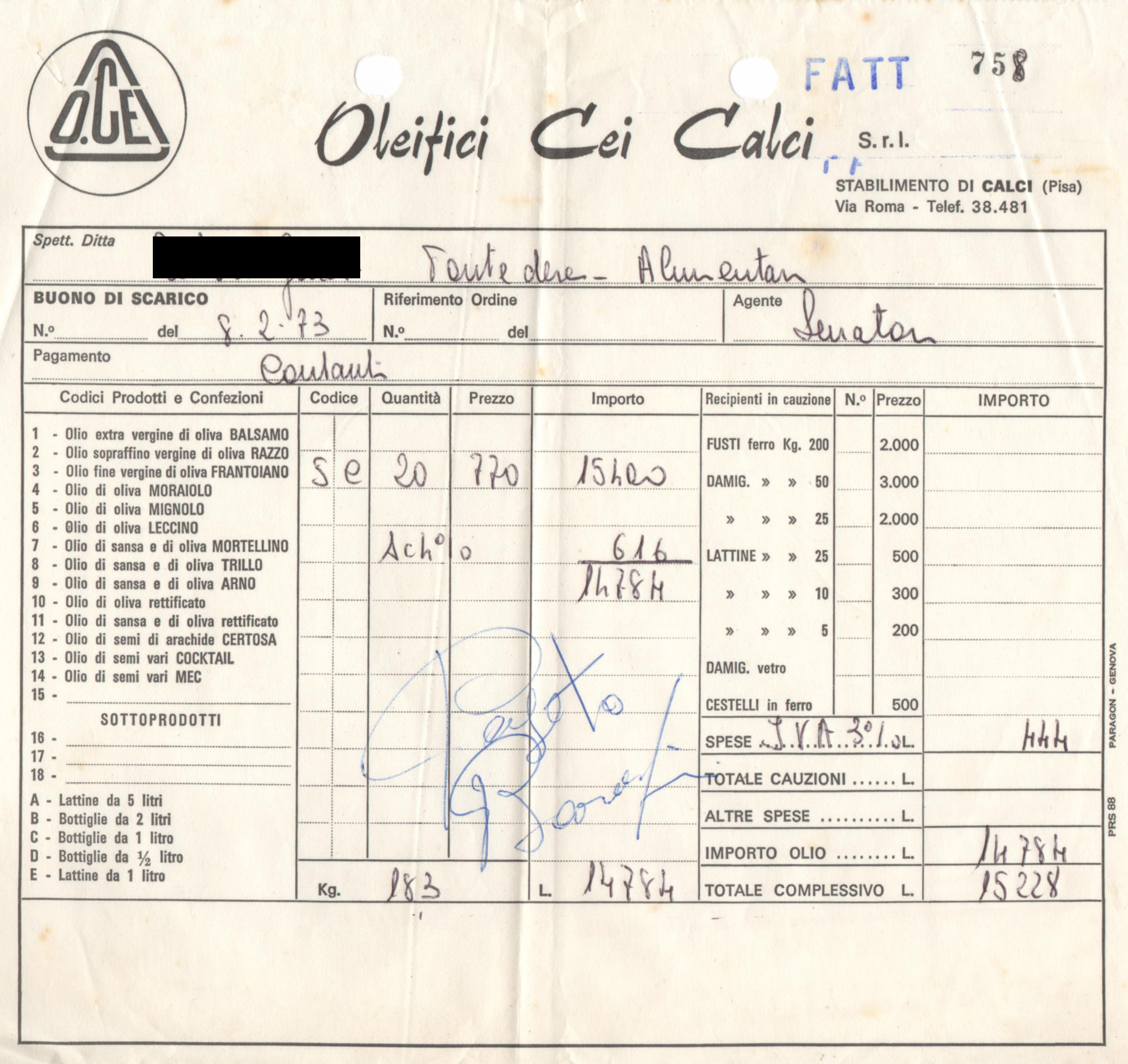
In questa fattura italiana del febbraio 1973 l'IVA sull'acquisto di olio è riportata al 3%.

Il 26 marzo 1957 l'Italia stipula, con altri cinque stati europei (Belgio, Francia, Germania, Lussemburgo e Paesi Bassi), due trattati precursori della Comunità europea, uno dei quali sancisce la nascita della Comunità economica europea (CEE). Tra i vari obiettivi del trattato, vi era quello di armonizzare il sistema fiscale (vedi parte 3, titolo VII) verso una futura integrazione economica nell'Unione europea.
Questo obiettivo viene portato avanti nel successivo Trattato di fusione del 8 aprile 1965, che istituisce il Consiglio unico CEE, antesignano del Consiglio dell'Unione europea. Questo consiglio, nella riunione del 11 aprile 1967, adotta una prima direttiva in materia di “armonizzazione delle legislazioni degli Stati membri relative alle imposte sulla cifra d'affari”, la direttiva 67/227/CEE, che fa seguito agli articoli 99 e 100 del trattato istitutivo della CEE. Nella direttiva si descrive, nei principi fondamentali, un sistema comune di imposta sul valore aggiunto che “consiste nell'applicare ai beni ed ai servizi un'imposta generale sul consumo esattamente proporzionale al prezzo dei beni e dei servizi, qualunque sia il numero di transazioni intervenute nel processo di produzione e di distribuzione antecedente alla fase dell'imposizione” (comma 1 dell'art.2). Nella direttiva 67/228/CEE (la seconda direttiva) si trova la descrizione dettagliata della nuova imposta.
La direttiva viene recepita, con rimpiazzo di undici imposte e bolli antecedenti, tra cui l'imposta generale sulle entrate, le imposte sul consumo del sale, di cartine per sigarette, sulle acque da tavola, sulla pubblicità, sui pedaggi autostradali, sulle utenze economiche, con la Legge 825 del 9 ottobre 1971, art. 5 (legge che ha anche introdotto l'imposta sul reddito delle persone fisiche - art. 2, dell'imposta sul reddito delle persone giuridiche - art. 3 e dell'imposta locale sui redditi - art. 4, l'imposta comunale sull'incremento di valore degli immobili - art. 6).
La relativa disciplina fu del Decreto del presidente della Repubblica n. 633 del 26 ottobre 1972, più volte modificato. All'entrata in vigore, il 1º gennaio 1973, l'aliquota ordinaria, quella applicabile alla maggior parte di beni o servizi, fu stabilita nella misura del 12% (come riportato nella Gazzetta Ufficiale n.263 del 16 ottobre 1971 e nella n.292 del 11 novembre 1972, supplemento ordinario n. 1), portata al 14% nel 1977, al 15% nel 1980, al 18% nel 1982, al 19% nel 1988, al 20% nel 1997. Con D.L. n. 138 del 13 agosto 2011, convertito in legge il 14 settembre 2011, con applicazione dal 17 settembre, l'aliquota ordinaria è salita al 21%.
Con la Legge di stabilità 2013 (approvata con legge n. 228 del 24 dicembre 2012 e pubblicata sulla Gazzetta ufficiale n. 302 del 29 dicembre 2012), il 1º ottobre 2013 è avvenuto l'aumento di un ulteriore punto percentuale e l'aliquota ordinaria dell'IVA ha raggiunto il 22%, mentre è rimasta al 4% per beni alimentari, di prima necessità e beni agricoli, e al 10% per i beni e prodotti turistici e per le opere edili (esclusa la vendita degli immobili).
La disciplina della parte relativa agli scambi intracomunitari è contenuta nel D.L. n. 331 del 30 agosto 1993.

## Caratteristiche
L'IVA è un'imposta generale sui consumi, il cui calcolo si basa solo sull'incremento di valore che un bene o un servizio acquista a ogni passaggio economico (valore aggiunto), a partire dalla produzione fino ad arrivare al consumo finale del bene o del servizio stesso. Nel valore aggiunto sono comprese eventuali accise, ossia tasse sulla produzione o fornitura che il venditore rigira al consumatore finale.
Mediante un sistema di detrazione e rivalsa, l'imposta grava sul consumatore finale, invece per il soggetto passivo d'imposta – ad esempio l'imprenditore o il professionista – l'IVA resta neutrale.
Infatti il soggetto passivo d'imposta, cioè colui che cede beni o servizi, detrae l'imposta pagata sugli acquisti di beni e servizi effettuati nell'esercizio d'impresa, arte o professione, dall'imposta addebitata (a titolo di rivalsa) agli acquirenti dei beni o dei servizi prestati.
L'IVA pertanto rappresenta un costo solo per i soggetti che non possono esercitare il diritto alla detrazione e quindi, in generale, per i consumatori finali.
Nell'applicazione dell'imposta sul valore aggiunto occorre quindi distinguere il contribuente di fatto (il consumatore finale), che pur non essendo soggetto passivo dell'imposta ne sopporta l'onere economico e il contribuente di diritto (di norma un imprenditore o un professionista) su cui gravano gli obblighi del soggetto passivo d'imposta, sebbene per lui l'imposta resti neutrale.
Ricapitolando un tributo di tipo impositivo che si presenta come:
- Tendenzialmente generale perché colpisce tutti i beni e servizi, tranne alcuni esonerati per esplicita previsione normativa.
- Trasparente perché può essere facilmente distinguibile in occasione di ciascuna operazione.
- A pagamenti frazionati perché a ogni passaggio il fisco incassa una frazione del tributo complessivo dovuto.

## Esempio
Un commerciante acquista materia prima per un valore di 1.000 euro, per cui pagherà 1.220 euro, essendo l'IVA pari a 220 euro (22%). Supponiamo che, a seguito di una serie di lavorazioni effettuate su di essa, il valore del prodotto lavorato sia di 1.200 euro. Al momento della vendita il consumatore finale pagherà al commerciante una somma di 1.464 euro (1.200 + 22% di IVA ovvero 264 euro= 1.464). La somma che il commerciante deve versare allo Stato è di 264 – 220 = 44 euro (IVA che il commerciante ha ricevuto dal consumatore finale al netto di quella versata per acquistare la materia prima).
In questo senso il commerciante è soggetto passivo d'imposta e può detrarre l'imposta pagata sugli acquisti (i 220 euro pagati all'acquisto della materia prima) dall'imposta addebitata sulle vendite (i 264 euro versati dal consumatore finale al commerciante).
Inoltre, il commerciante è neutrale rispetto all'IVA: ha ricevuto dal consumatore finale 264 euro, ne ha versati 220 all'acquisto della materia prima e 44 allo Stato (quindi in termini di IVA non ha ricavato né perso nulla).
Il consumatore finale, invece, che non rivende la merce, né ne aumenta il valore, ma la utilizza per i suoi scopi, sopporta il peso dell'IVA versata allo Stato, ossia non detrae nulla.

## Presupposti
Tre presupposti devono essere rispettati perché un'operazione sia assoggettata a IVA:
1. oggettivo: deve trattarsi di cessione di beni o di prestazione di servizi;
2. soggettivo: deve essere effettuata nell'esercizio di imprese, arti o professioni: non sono soggette a IVA le vendite effettuate tra privati;
3. territoriale: deve essere effettuata all'interno dello Stato.

Le operazioni si considerano eseguite e quindi l'imposta deve essere applicata nel seguente momento (momento impositivo):
1. per le cessioni di immobili, quando viene stipulato l'atto o al verificarsi del trasferimento della proprietà o del diritto reale;
2. per le cessioni di beni mobili, quando avviene la consegna o la spedizione del bene, o quando si verifica l'effetto traslativo del diritto di proprietà;
3. per i servizi, all'atto del pagamento;
4. il pagamento anticipato rispetto ai momenti appena descritti comporta che l'operazione si considera effettuata al momento del pagamento in relazione all'importo pagato;
5. si considerano effettuate le operazioni per cui è stata emessa fattura.

Si noti che al momento impositivo dell'operazione nasce il debito dell'imposta nei confronti dello Stato (si dice che l'imposta diventa esigibile) e il soggetto passivo deve versarla all'Erario con le liquidazioni periodiche previste; inoltre a partire dal momento impositivo delle operazioni decorrono i termini previsti dalla legge per adempiere agli obblighi contabili, come l'emissione della fattura o dello scontrino o della ricevuta fiscale.
Fanno eccezione alla regola dell'esigibilità immediata alcune operazioni; per esse il debito d'imposta non nasce al momento dell'emissione della fattura ma all'atto del pagamento del corrispettivo. Si tratta delle operazioni effettuate dalle imprese e dai professionisti con un volume d'affari non superiore a 2 milioni di euro per le quali si eserciti la relativa opzione, nonché di quelle svolte in favore di amministrazioni pubbliche, le quali hanno tempi di pagamento molto lunghi e pertanto, applicando le regole ordinarie dell'esigibilità immediata, i loro creditori dovrebbero pagare un'imposta che reincasserebbero solo dopo parecchio tempo.

## Il problema dell'evasione
Poiché il pagamento dell'IVA è basato su scontrini, ricevute fiscali e fatture, per l'IVA è diffuso il fenomeno dell'evasione.
Vi sono due scenari. In uno il contribuente di diritto (impresa o lavoratore autonomo) incassa l'IVA dal contribuente di fatto (cliente/committente, consumatore) senza emettere né scontrino, né ricevuta fiscale, né fattura. L'impresa o il lavoratore autonomo non dichiara e quindi non versa l'IVA. Questo primo scenario, diffuso nel commercio o comunque quando il prezzo della merce è comprensivo di IVA per prassi (in pratica quando i prezzi sono esposti e non ci possono essere fraintendimenti) è a vantaggio del solo fornitore e il cliente non ha alcun interesse a richiedere lo scontrino (perché tanto l'IVA la paga e non può scaricarla, essendo persona fisica).
Nel secondo scenario il fornitore, per es. un libero professionista o un artigiano (oppure un'impresa nei confronti di un'altra impresa), collude con il committente/cliente, offrendo uno sconto pari all'IVA in cambio della rinuncia alla ricevuta fiscale o alla fattura. Il vantaggio per il cliente è ovvio: risparmio dell'IVA con minimo rischio. Per il contribuente di diritto, non essendoci traccia della transazione, il guadagno non appare nella dichiarazione dei redditi con conseguente evasione di imposta sul reddito nonché contributiva (di ordine previdenziale ed eventualmente assicurativa). In questo secondo scenario, il cliente ha un vantaggio, il fornitore ne ha due (non solo evade l'IVA ma - quota parte - anche le imposte e i contributi), chi ci rimette parecchio è il fisco e gli enti previdenziali e assicurativi.
Un'altra classica forma di evasione dell'IVA è quella per cui un titolare di partita IVA (impresa o lavoratore autonomo) scarica la quota IVA di una fattura ricevuta da un fornitore anche se la spesa non potrebbe essere imputata come costo dell'attività d'impresa o professionale (per un'impresa di pulizie l'aspirapolvere è un costo inerente alla sua attività ma per un agente di commercio no). Questo tipo di evasione (registrare in contabilità IVA qualsiasi fattura di acquisto) è una pratica assai diffusa, soprattutto nel mondo del lavoro autonomo ove si cerca di attribuire ogni acquisto a "ragioni professionali" (classico esempio: la fattura dell'hotel per le vacanze della famiglia).
Per limitare il cd. divario IVA in Italia, ossia, la differenza tra l'IVA dichiarata e l'IVA pagata dai contribuenti, a partire dal 1º gennaio 2017, sono entrati in vigore due nuovi adempimenti con il nuovo Spesometro: le comunicazioni IVA trimestrali per le fatture emesse e ricevute, note di variazione, bolle doganali e per le liquidazioni periodiche IVA.

### Lefalse partite IVA
Molto spesso, dei lavoratori di fatto dipendenti, sono "obbligati" dal datore di lavoro a prendere la partita IVA e lavorano di fatto come dipendenti pur figurando con una posizione fiscale e previdenziale da lavoratore autonomo.
Una recente sentenza del 2014 della Commissione Tributaria di Viterbo ha riconosciuto l'insussistenza degli obblighi tributari di IRPEF, IVA e IRAP per un operaio che con partita IVA svolgeva di fatto il lavoro da dipendente, in quanto riconosce l'insussistenza di qualsiasi obbligo tributario in assenza di un rapporto di lavoro autonomo.
Questo abuso, consistente nel trasformare o mantenere addetti come lavoratori in proprio quando sono dipendenti di fatto, è una pratica assai diffusa in due settori distinti: nell'edilizia/impiantistica da una parte (si tramutano operai in artigiani) e nei servizi del terziario avanzato dall'altra (si convertono impiegati, quadri e dirigenti in liberi professionisti; esempi specifici sono gli studi di ingegneria e architettura e le strutture veterinarie, dove spesso nonostante i lavoratori siano fiscalmente liberi professionisti con partita IVA il rapporto di lavoro è nei fatti di dipendenza.

## Le operazioni
- Fuori campo IVA: per esse non ricorre il presupposto territoriale in Italia; se ricorre in un altro Stato U.E., qui sarà assoggettato a IVA; se rileva territorialmente in un paese non U.E. sarà assoggettata all'imposta prevista in quel paese. Le operazioni fuori campo IVA non sono di regola soggette alla disciplina e agli adempimenti: fatturazione, registrazione, liquidazione e dichiarazione annuale.
- Imponibili: quando soddisfano le condizioni di cui sopra e quindi devono essere assoggettate all'imposta;
- Non imponibili: quando riguardano beni o servizi scambiati a livello internazionale. Costituiscono esempio di operazione non imponibile le cessioni all'esportazione. Non sono soggette all'imposta ma devono rispettare altri obblighi formali e di registrazione imposti dalla normativa;
- Esenti: quando sono operazioni che soddisfano i tre presupposti ma sono escluse per espressa previsione normativa, ad esempio la cessione di valori postali e bollati, gli oneri finanziari, le prestazioni mediche, odontoiatriche, le operazioni di assicurazione, ecc. Sono tuttavia soggette a obblighi di fatturazione e registrazione.

### Importazioni
Per importazioni, si intendono gli acquisti di beni mobili provenienti dai paesi non aderenti all'Unione europea, che devono assolvere l'IVA al momento dell'entrata nell'U.E.
È compito delle autorità doganali emettere un documento denominato bolla doganale, nel quale l'importo del bene viene assoggettato all'aliquota IVA di competenza e all'eventuale dazio: l'importo totale deve essere pagato dall'importatore.
Solamente all'atto del pagamento dell'IVA in Dogana e dell'eventuale dazio il bene viene svincolato dal deposito doganale e nazionalizzato, entrando nella disponibilità dell'importatore.

### Esportazioni
Per i beni esportati il cedente (la parte venditrice) non richiede il pagamento dell'imposta al compratore, ma deve comunque emettere la fattura, specificando espressamente la non imponibilità dell'operazione. In ogni caso il cedente deve conservare e registrare le fatture e munirsi della prova dell'effettiva uscita dei beni dal territorio nazionale mediante visto doganale sulla fattura o sul documento di trasporto.
Un soggetto esportatore abituale (che quindi non applica l'IVA sulle esportazioni dei beni), dopo il rilascio di una lettera d'intenti al suo fornitore o all'Ufficio doganale, può chiedere che sui suoi acquisti o importazioni di beni non sia applicata l'imposta entro un certo limite stabilito per legge (plafond).

### Operazioni intracomunitarie
Dal 1993 sono state abolite le barriere doganali tra i paesi aderenti all'Unione europea, e in ambito IVA è stato introdotto il regime transitorio della tassazione nello Stato membro di destinazione del bene oggetto dello scambio intracomunitario.
Secondo questa regola, il soggetto che acquista un bene mobile da un altro soggetto appartenente a un altro Stato dell'Unione europea è tenuto a integrare la fattura ricevuta con l'IVA. Tramite il meccanismo del reverse charge, l'importo dell'IVA viene, da un lato, versato allo Stato con una registrazione sul registro delle vendite; dall'altro lato, lo stesso importo può essere portato in detrazione con una registrazione sul registro degli acquisti.
Ogni scambio di beni rilevante ai fini dell'IVA intracomunitaria deve venire indicato nel modello riepilogativo Intrastat degli acquisti e delle cessioni, da presentarsi all'Agenzia delle Dogane.
I soggetti passivi IVA di Stati membri UE che intendono effettuare operazioni intracomunitarie devono richiedere presso l'Agenzia delle Entrate del proprio Stato l'iscrizione al V.I.E.S., il Sistema di scambio di informazioni sulle Partite IVA.

## Liquidazione e versamento dell'imposta
I soggetti passivi di imposta, ovvero imprese e lavoratori autonomi, cioè coloro che hanno diritto alla detrazione sugli acquisti effettuati, devono ogni mese o ogni tre mesi, a seconda delle opzioni esercitate o del proprio volume d'affari, liquidare l'imposta dovuta o a credito verso l'Erario, e infine provvedere a un conguaglio finale annuale.
La liquidazione (cioè il calcolo dell'imposta) si fa sommando l'IVA incassata dai propri clienti in via di rivalsa e sottraendo da tale importo l'IVA versata ai propri fornitori.
Se da tale differenza scaturirà un debito verso l'erario tale differenza sarà versata con il modello F24. Se viceversa scaturirà un credito questo potrà essere riportato al periodo successivo per essere scalato dalla successiva liquidazione o, a certe condizioni, potrà essere chiesto a rimborso o utilizzato in compensazione, cioè detratto da altri tributi dovuti dal contribuente.

## Serie storica dell'aliquota IVA ordinaria in vigore dal 1973
| Variazioni dell’aliquota ordinaria Iva in Italia (serie storica) |     |
| 01/01/1973                                                       | 12% |
| 08/02/1977                                                       | 14% |
| 03/07/1980                                                       | 15% |
| 01/11/1980                                                       | 14% |
| 01/01/1981                                                       | 15% |
| 05/08/1982                                                       | 18% |
| 01/08/1988                                                       | 19% |
| 01/10/1997                                                       | 20% |
| 17/09/2011                                                       | 21% |
| 01/10/2013                                                       | 22% |

## Clausola di salvaguardia
Durante la Grande recessione del 2007 e in conseguenza della Crisi del debito sovrano europeo del 2009, il debito pubblico italiano fu oggetto di forti pressioni da parte dei mercati finanziari. Gli elevati tassi di interesse sul debito, e molteplici declassamenti da parte delle agenzie di rating, portarono il Governo Berlusconi IV, nel tentativo di risanare i conti pubblici e rassicurare gli investitori internazionali, nonché per rispettare i vincoli di bilancio derivanti dal Trattato di Maastricht, ad inserire nella manovra finanziaria di luglio 2011 la cosiddetta clausola di salvaguardia. Essa prevedeva un aumento automatico delle aliquote IVA e delle accise qualora il governo non fosse stato in grado di reperire le risorse necessarie a finanziare la manovra stessa.
Da allora, le successive manovre di bilancio devono indicare come intendono soddisfare i vincoli di bilancio (e.g., contraendo la spesa pubblica o aumentando le tasse). Qualora i vincoli di bilancio venissero sforati, la clausola di salvaguardia scatterebbe automaticamente, aumentando aliquote IVA e accise.

## Variazione dell'IVA
La normativa italiana sull'IVA impone che su taluni prodotti si abbiano delle riduzioni. In particolare, si fa riferimento alle tabelle allegate alla Legge 15 dicembre 2011, n. 217.
- Tabella A
  - Prodotti agricoli e ittici - IVA ridotta
  - Parte 2 - Beni e servizi ad aliquota IVA del 4%, come latte fresco, burro, formaggi e latticini, ortaggi e piante mangerecce, legumi, frutta, cereali (frumento, granoturco, segale, orzo), farina.
  - Parte 2 bis - Aliquota del 5% su prestazioni socio-sanitarie, assistenziali ed educative rese dalle cooperative sociali e dai loro consorzi in favore di specifiche categorie di soggetti,[11] basilico, salvia, rosmarino (confezionate senza altre erbe aromatiche).
  - Parte 3 - Beni e servizi ad aliquota IVA del 10%, come bovini, suini, carni, frattaglie, volatili, conigli, lardo, pesci, yogurt, kephir, latte fresco, latte cagliato, siero di latte, uova, miele, ....
- Tabella B:
  - Prodotti soggetti all'aliquota del 22%, come lavori in platino, pelli da pellicceria, vini spumanti DOC, motocicli di cilindrata superiore a 350 cc, tappeti orientali, ....
- Tabella C:
  - Spettacoli e altre attività, IVA al 22%, spettacoli cinematografici, sportivi, musicali, teatrali, mostre e fiere campionarie, scientifiche e industriali,  ...

Tale variazione in passato è stata anche molto marcata, per esempio in Italia alla fine degli anni '70 venne adottato un inasprimento dell'imposta per alcuni beni, quali ad esempio pellicce, tappeti, le auto di cilindrata oltre 2000cc, mentre le motociclette oltre i 350cc così come i vini e spumanti DOC, imbarcazioni oltre le 18 tonnellate, vennero considerati beni di lusso, di conseguenza erano soggetti ad un'IVA sempre crescente fino ad arrivare al 38%

## Riferimenti normativi
- Decreto del Presidente della Repubblica 26 ottobre 1972, n. 633 - Istituzione e disciplina dell'imposta sul valore aggiunto.